# Шведюк, Валерий Самойлович
Валерий Самойлович Шведюк (укр. Валерій Самойлович Шведюк; 13 апреля 1946 — 17 сентября 2020) — советский футболист и украинский футбольный тренер. Заслуженный тренер Украины.

## Игровая карьера
Валерий Шведюк — воспитанник бахчисарайской ДЮСШ, однако карьеру футболиста в командах мастеров начал в составе одесского СКА, где с 1966 по 1968 год был одним из основных футболистов. После трёх успешных сезонов в Одессе Шведюк вернулся на Крымский полуостров, где продолжил выступления в перволиговой «Таврии».
Из-за реорганизации футбольных лиг советского чемпионата сезон 1970 года «Таврия» была во второй лиге, но дважды за время выступлений Валерия Шведюка в составе симферопольцев была близка к повышению в классе. В 1970 году футболисты «Таврии» получили «серебро» 1-й зоны 2-й группы класса «А» чемпионата СССР, а в 1972 году «бронзу» 1-й зоны второй лиги. Во время «бронзового» сезона симферопольцев Валерий Шведюк покинул команду и перешёл в ряды севастопольского «Авангарда», где полтора сезона спустя завершил карьеру игрока.
После прекращения активных выступлений Шведюк долгое время работал на благо детско-юношеского футбола страны, в частности занимаясь с юными футболистами в ДЮСШ и дубле «Таврии». Подготовил большое количество игроков, которые доросли до уровня высших лиг Украины и России, среди них можно отметить Игоря Волкова, Максима Левицкого, Виталия Мандзюка, Константина Визёнка и других. Один из воспитанников Шведюка, Анатолий Олейник, стал футбольным арбитром и обслуживал матчи чемпионата Украины разного уровня в качестве арбитра на линии и инспектора ФФУ.
Валерий Шведюк работал и в первой команде «Таврии», выполняя в основном функции помощника главного тренера в штабах Виталия Шалычева (до 25 мая 1995 года), Сергея Шевченко (с августа 1996 года), Николая Павлова (до мая 1997 года) и дважды Ивана Балана (в июле-августе 1996 года и в течение 1997—1998 годов). С 25 мая до конца июня 1997 года руководил симферопольским клубом в качестве исполняющего обязанности главного тренера.
Параллельно с работой в «Таврии» Валерий Шведюк с октября 1996 по май 1997 года возглавлял юношескую сборную Украины в возрасте до 16 лет, вместе с которой получил путёвку на юношеский чемпионат Европы 1997, но украинские футболисты выступили неудачно, набрав всего 3 очка.

## Достижения
Командные достижения
- Бронзовый призёр 1-й подгруппы 2-й группы класса «А» чемпионата СССР: 1968
- Серебряный призёр 1-й зоны 2-й группы класса «А» чемпионата СССР: 1970
- Бронзовый призёр 1-й зоны второй лиги чемпионата СССР: 1972

Индивидуальные отличия
- Заслуженный тренер Украины